# Adrian Amos
Adrian Gerald Amos Jr. (Baltimora, 29 aprile 1993) è un giocatore di football americano statunitense che milita nel ruolo di safety per gli Houston Texans della National Football League (NFL).

## Carriera

### Chicago Bears
Amos fu scelto nel corso del quinto giro (142º assoluto) del Draft NFL 2015 dai Chicago Bears. Debuttò come professionista nella gara del primo turno contro i Green Bay Packers, mettendo a segno 5 tackle. Il 22 novembre fece registrare il suo primo sack su Brock Osweiler dei Denver Broncos. Nella sua prima stagione disputò tutte le 16 partite come titolare, con 67 placcaggi, 2 passaggi deviati e un sack. Fu inserito nella formazione ideale dei rookie dalla Pro Football Writers of America.
Amos giocò con i Bears fino al 2018, rimanendo stabilmente titolare, con i nuovi primati personali in tackle (73), passaggi deviati (9) e intercetti (2) nell'ultima annata.

### Green Bay Packers
Il 14 marzo 2019 Amos firmò un contratto quadriennale da 37 milioni di dollari con i Green Bay Packers. Debuttò con la nuova maglia proprio contro i Bears nel primo turno, facendo registrare un intercetto su Mitchell Trubisky nella end zone. In quattro anni a Green Bay non saltò una sola partita come titolare, con un record in carriera di 102 tackle nel 2022.

### New York Jets
Il 13 giugno 2023 Amos firmò un contratto annuale da 4 milioni di dollari con i New York Jets. Fu svincolato il 2 dicembre 2023 dietro a sua richiesta.

### Houston Texans
Il 5 dicembre 2023 Amos firmò con gli Houston Texans.

## Palmarès
- PFWA All-Rookie Team - 2015